# 財界にっぽん
財界にっぽん（ざいかいにっぽん）は、東京都千代田区の出版社および同社の発行する創価学会系の月刊誌である。